# Космополит (биологија)
У биологији космополит (грч. κόσμος — „свет'” + πολίτες — „становник”) је организам који је распрострањен на већем делу планете.
У биогеографији, науци која се бави распрострањењем биљака и животиња, неки таксон се сматра космополитским ако се његов ареал протеже широм света, на свим тој врсти погодним стаништима. На пример, кит убица има космополитски ареал пошто може да се нађе у свим океанима и морима света. Исто важи и за неке микроорганизме, узрочнике заразних болести. Други значајан пример је, поред наравно човека, штитасти лишај (Parmelia sulcata) или један врло раширени мекушац, шкољка из рода Дагња (Mytilus edulis).
Једна од форми космополитства је циркумполарни космополитизам. Циркумполарне су врсте које су подједнако раширене по целој северној арктичкој зони, и у Евроазији и у Америци. На пример бели медвед или код птица снежна сова (Bubo scandiacus) и арктичка чигра (Sterna paradisaea). Овде се убрајају и сродне групе зимзелених родова као што су ариши (Larix) који настањују Руску тајгу као и Канадске бореалне шуме.
Из погледа екологије, такви организми су они који имају широк дијапазон толеранције према условима животне средине.
Вид распрострањења супротан космополитском је ендемизам, када је известан организам ограничен само на једно специфично подручје.